# Leucochlaena aenigma
Leucochlaena aenigma là một loài bướm đêm trong họ Noctuidae.